# رامون كاستيلا
رامون كاستيلا هو ثوري وعسكري وسياسي بيروفي، ولد في 31 أغسطس 1797 في Tarapacá province (Peru) ‏ في بيرو، وتوفي بنفس المكان في 30 مايو 1867. انتخب رئيس بيرو (17 فبراير 1844 – 11 أغسطس 1844).

## وصلات خارجية
- رامون كاستيلا على موقع الموسوعة البريطانية (الإنجليزية)